# Protographium marcellus
Protographium marcellus är en fjärilsart som först beskrevs av Pieter Cramer 1777.  Protographium marcellus ingår i släktet Protographium och familjen riddarfjärilar. Inga underarter finns listade i Catalogue of Life.

## Bildgalleri

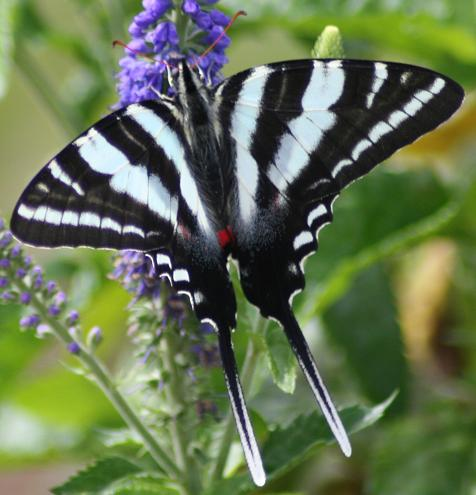
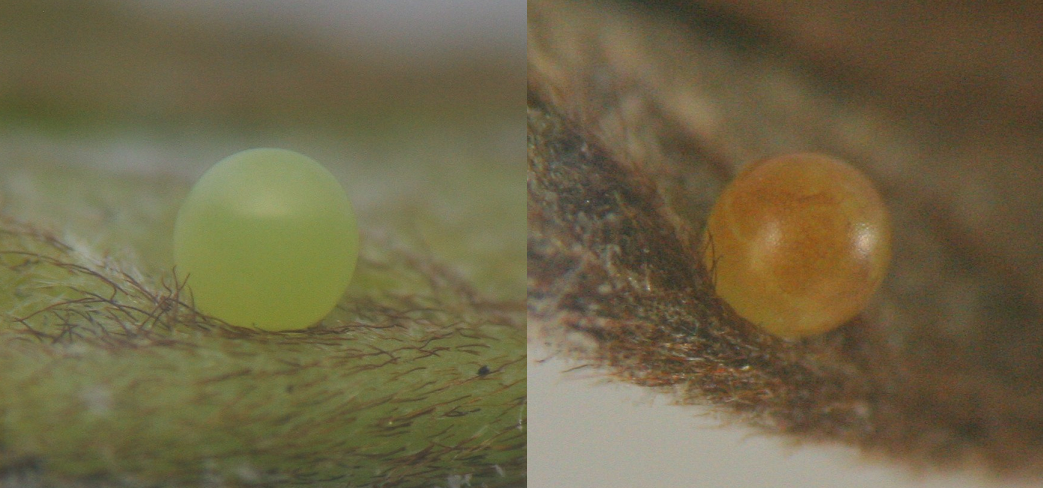
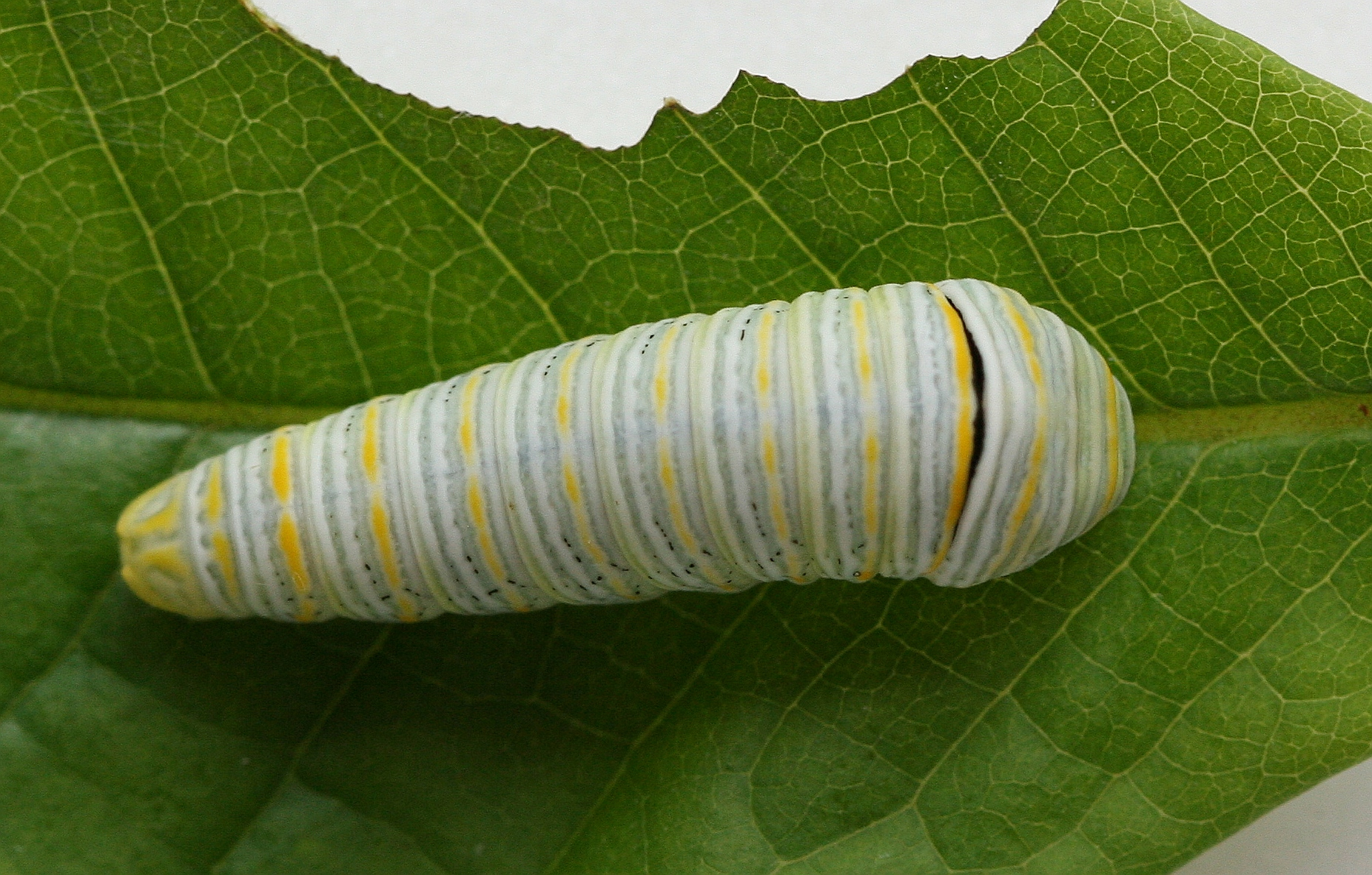
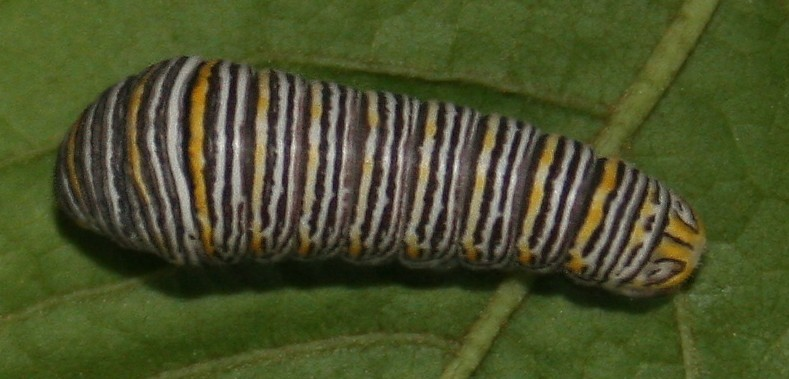
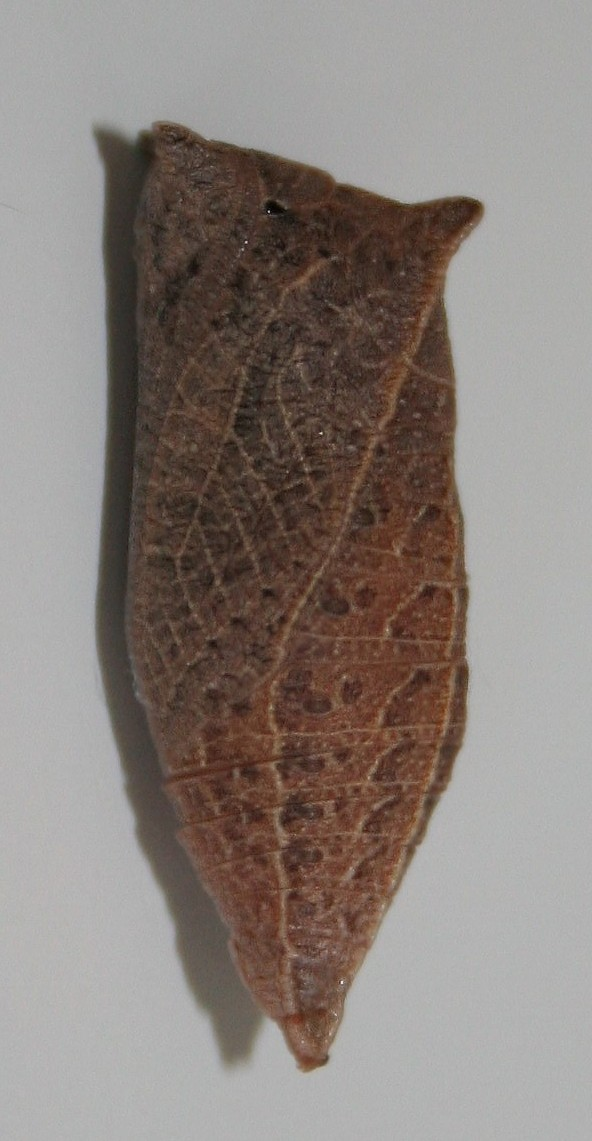
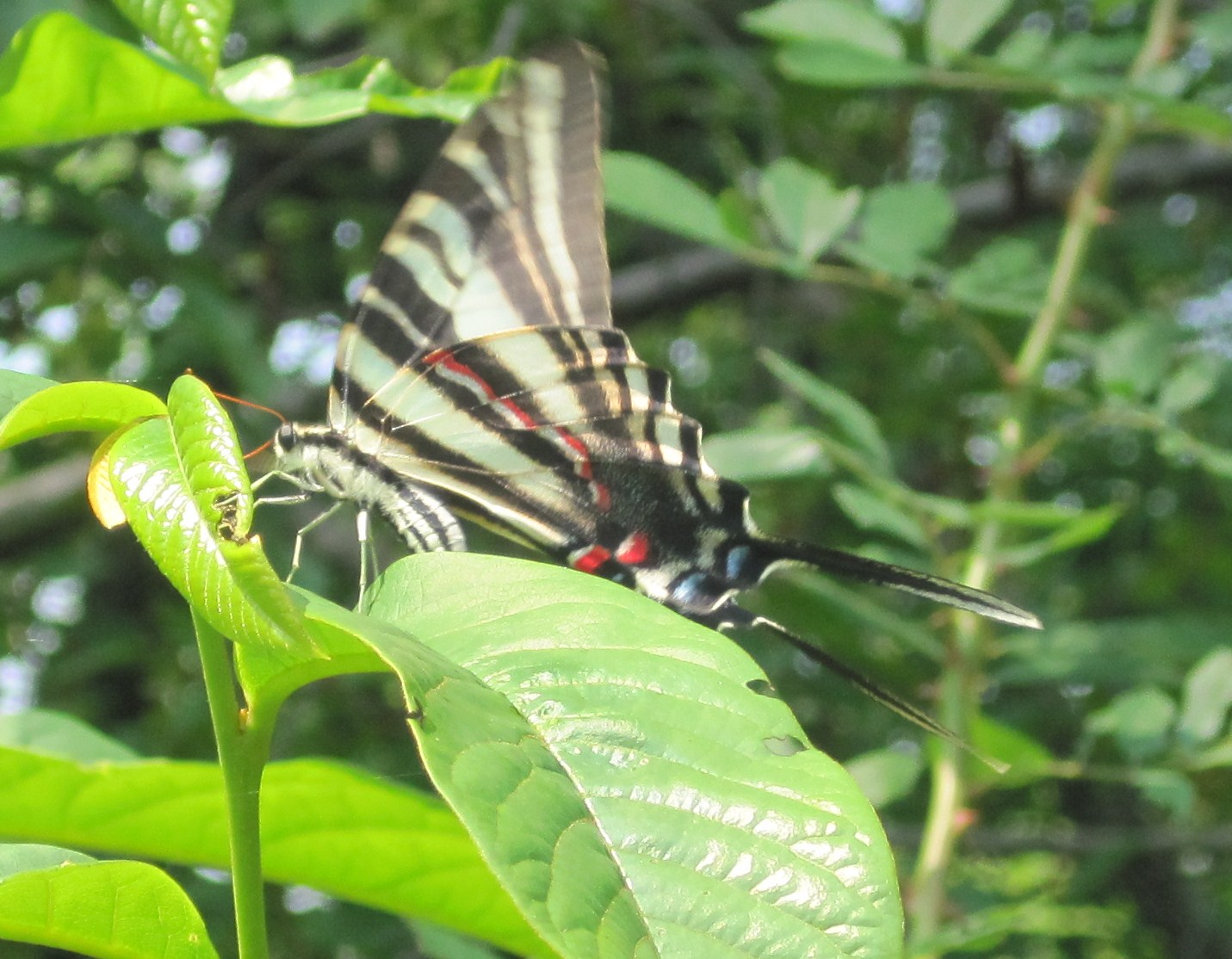